# Bataille de Chantonnay (5 septembre 1793)
Guerre de Vendée
Batailles
La seconde bataille de Chantonnay est une bataille qui a eu lieu le 5 septembre 1793 à Chantonnay, en France, lors de la guerre de Vendée pendant la Révolution française.

## Prélude
Forts de leur victoire à la bataille de Luçon, les Républicains commandés par Augustin Tuncq s'étaient emparés de Chantonnay, (qui fut déjà conquise le 17 mai 1793 par le général Louis Henri François Marcé lors de la première bataille de Chantonnay) et avaient établi un camp retranché aux Roches-Baritaud sur la route de Nantes. Néanmoins, Tuncq, blessé des suites d'une chute de cheval, avait dû partir se faire soigner à La Rochelle le 3 septembre.
Les 8 000 soldats républicains commandés par Lecomte en l'absence de Tuncq occupaient le fort des Roches, Chantonnay, Puybelliard, le pont Charrault puis Saint-Philbert-du-Pont-Charrault elle même et menaçaient Saint-Fulgent, Les Herbiers et Mortagne.
Afin de les déloger, Charles de Royrand demanda l'aide de l'armée d'Anjou. Celle-ci, dirigée par le généralissime Maurice Gigost d'Elbée, fit sa jonction avec les troupes de l'armée du centre aux Herbiers. D'Elbée était secondé par Fleuriot de La Fleuriais qui remplaçait Bonchamps, blessé, et Stofflet.

## Bataille
L'armée vendéenne, forte de 18 000 hommes, se mit en route pendant la nuit ; à 5 heures du matin, Royrand attaqua le fort des Roches mais dans le but d'y fixer la garnison. Fleuriot attaqua le pont Charrault, mais les Républicains se replièrent sans livrer de combat alors que Royrand attendait le bruit de la canonnade au pont avant de lancer une attaque générale. Quant à d'Elbée, il attaqua Puybelliard.
Depuis le fort, Lecomte envoya l'adjudant-général Marceau en renfort avec deux bataillons à Puybelliard. L'aide était insuffisante, bientôt Marceau réclama d'autres renforts, Lecomte envoya alors deux autres bataillons mais ce fut en vain et les Vendéens s'emparèrent de Puybelliard puis de Chantonnay.
Royrand décida alors de lancer l'attaque générale, l'artillerie bombarda le fort qui ne résista pas ensuite à l'assaut des Vendéens.
Les Vendéens purent récupérer leur artillerie et les munitions qu'ils avaient perdues à Luçon.
Pendant le combat, le bataillon des Deux-Sèvres Le Vengeur, fort de 300 hommes, qui s'était distingué lors des précédentes batailles, fut presque entièrement détruit.
Le général Lecomte, blessé lors de la bataille, accusa ensuite Tuncq de n'avoir pris aucune disposition sur les défenses, de l'avoir laissé sans renseignements et d'être parti avec les cartes et les correspondances. Rossignol, général en chef de l'armée des côtes de La Rochelle, en profita pour faire destituer Tuncq et le mit aux arrêts. Tuncq ne fut libéré et réintégré dans l'armée qu'après le 9 Thermidor.

## Ordre de bataille
Armée Républicaine
- 3e bataillon de volontaires de la Charente-Inférieure dit bataillon de Saint-Jean-d'Angély
- 6e bataillon de volontaires de la Charente-Inférieure
- 4e bataillon de volontaires de la Dordogne également appelé 4e bataillon de la République
- Chasseurs de l'Oise
- 3e bataillon de volontaires des Deux-Sèvres
- Bataillon de Sèvres et Charente, également appelé bataillon Le Vengeur, ou encore 2e bataillon de la Vendée, ou bataillon des Vengeurs.
- 7e bataillon de la formation d'Orléans
- 10e bataillon de la formation d'Orléans
- Bataillon l'Égalité
- Bataillon l'Union